# Кудрик Василь Онуфрійович
Кудрик Василь Онуфрійович (13 жовтня 1880, с. Цебрів Тернопільського повіту Королівства Галичини та Володимирії — 7 жовтня 1963, м. Вінніпег, Канада) — український поет, прозаїк, редактор. Псевдоніми — Охрип Отлукавин, П. Казан, В. Цебрівський.

## Життєпис
Народився 13 жовтня 1880 року в селі Цеброві теперішнього Тернопільського району Тернопільської області. Прибув до Канади в 1903 р. і поселився в Толстому (провінція Манітоба), працював на фермі, учителював. Пізніше переїхав до Вінніпега, був першим редактором «Українського Голосу» (майже до 1921 р.).
Один з організаторів Української греко-православної церкви в Канаді, священик в Альберті (1924—1941), Саскачевані, Саскатуні. У 1941 р. повернувся до Вінніпега і редагував «Вісник» (1941—1954).
Помер у Вінніпезі 7 жовтня 1963 р., похований на цвинтарі Глен-Іден.

## Доробок
- «Весна» (збірка віршів, 1911);
- «Перша пригода Ничипора Довгочхуна» (поема, 1911);
- «Пімста робітника» (збірка оповідань, 1911),
- «Квітки при дорозі» (збірка оповідань, 1975);
- «Маловідоме з історії уніятської церкви» у 4 т. (розвідка, 1952—1956);
- «Чужа рука» (збірка памфлетів, 1935).

Окремі видання:
- Кудрик В. Весна. — Вінніпег: Накладом автора, 1911. — 127 с.
- Кудрик В. Життя Йосафата Кунцевича. Історична розвідка на підставі католицьких джерел. —Вінніпег, 1948. — 190 с.
- Кудрик В. Квітки при дорозі. Оповідання і нариси. — Наягара Фалс: Онтаріо, 1975. — 208 с.
- Кудрик В. Чужа рука або хто роз'єднує український нарід. — Вінніпег: Вісник, 1935. — 208 с.